# Elena sabe
Elena sabe es una novela de la escritora argentina Claudia Piñeiro, publicada en 2007 por la editorial Alfaguara. La trama sigue la historia de Elena, una mujer anciana que padece Parkinson y que emprende un viaje a través del Gran Buenos Aires para encontrar a una mujer que tal vez podría ayudarla a esclarecer la verdad tras la muerte de su hija Rita, un hecho que las autoridades catalogaron como suicidio pero que Elena sospecha de que fue un crimen. Entre las temáticas centrales de la novela se encuentran la maternidad, la vulnerabilidad del cuerpo ante la enfermedad, el aborto y las imposiciones religiosas sobre las mujeres.
La novela fue bien recibida por la crítica, en particular luego de su traducción al idioma inglés, y obtuvo reconocimientos internacionales como el Premio LiBeraturpreis, además de quedar entre los seis finalistas de la edición de 2022 del Premio International Booker. En marzo de 2022, la plataforma de streaming Netflix anunció que realizaría una adaptación cinematográfica de la novela, bajo la dirección de Anahí Berneri.

## Argumento
Elena es una mujer anciana con Parkinson avanzado que inicia un viaje temprano en la mañana para buscar a una mujer llamada Isabel, quien tal vez sea su última esperanza para resolver el misterio tras la muerte de su hija. Rita, la hija única de Elena, había sido encontrada ahorcada poco tiempo atrás dentro de la iglesia a la que solía asistir, pero aunque todos se convencen de que su muerte había sido un suicidio, Elena se niega a aceptar esa hipótesis, pues durante toda su vida a Rita le habían aterrado las tormentas eléctricas, por lo que Elena sabía que era imposible que su hija hubiera ido a la iglesia la mañana lluviosa en que fue encontrada muerta.
Debido a los estragos de su enfermedad, el viaje representa un esfuerzo titánico para Elena, por lo que cada parte del mismo debe estar debidamente cronometrado para alinearse a los efectos de su medicación. Primero debe tomar el tren de las diez de la mañana que la lleva de Burzaco hasta Plaza Constitución, luego un taxi que la deja en Belgrano y allí buscar la casa en que espera que aún viva Isabel. Cuando finalmente la encuentra, Elena recibe varias revelaciones dolorosas que no esperaba. Y a medida que empieza a entender mejor la complejidad de los hechos alrededor de la muerte de su hija, las certezas que poseía al comienzo de la historia poco a poco empiezan a desaparecer.

## Personajes
- Elena: Es la protagonista de la novela, una mujer de 63 años aquejada por el Parkinson. Tiene una relación conflictiva con varios de los personajes, como con el novio de su hija, a quien mandó al diablo cuando se ofreció a ayudarla tras la muerte de Rita, o el padre Juan, quien la acusa de caer en los pecados de «vanidad y soberbia» al no aceptar la explicación oficial de que la muerte fue un suicidio.[7] Debido a los problemas para movilizarse que le produce su enfermedad, depende enteramente de los efectos temporales de su medicación para poder desenvolverse. Durante la trama de la novela emprende un viaje para encontrar a Isabel, la mujer que Elena confía que podrá ayudarla a encontrar respuestas sobre la muerte de su hija.[9]

- Rita: Es la hija de Elena, a quien encuentran ahorcada en el campanario de la iglesia a la que asistía.[7] Desde corta edad sentía un profundo miedo de ser golpeada por un rayo, razón por la que nunca salía de casa los días de lluvia.[6] Además de ello, era una persona muy religiosa que se mostraba en contra del aborto y de otros «pecados» condenados por la iglesia. Por estas razones, a Elena le resulta imposible aceptar que se pudiera haber suicidado.[10]

- Isabel: Es una mujer a quien Rita conoció veinte años atrás, cuando la encontró vomitando cerca de la casa de la abortera del barrio, la ayudó a recuperarse y la llevó de regreso con su esposo.[9] La esperanza de que Isabel sienta una deuda para con Rita a causa de este evento es lo que lleva a Elena a buscarla, con la intención de que se convierta en el cuerpo con el que ella ya no cuenta para poder investigar la muerte de Rita,[11] aunque la verdad resulta ser mucho más complicada de lo que Elena cree saber.[7]

- Roberto: Era el novio de Rita. Trabaja como empleado en un banco y tiene una relación muy dependiente con su madre, la estilista Mimí.[2]

## Composición y estructura

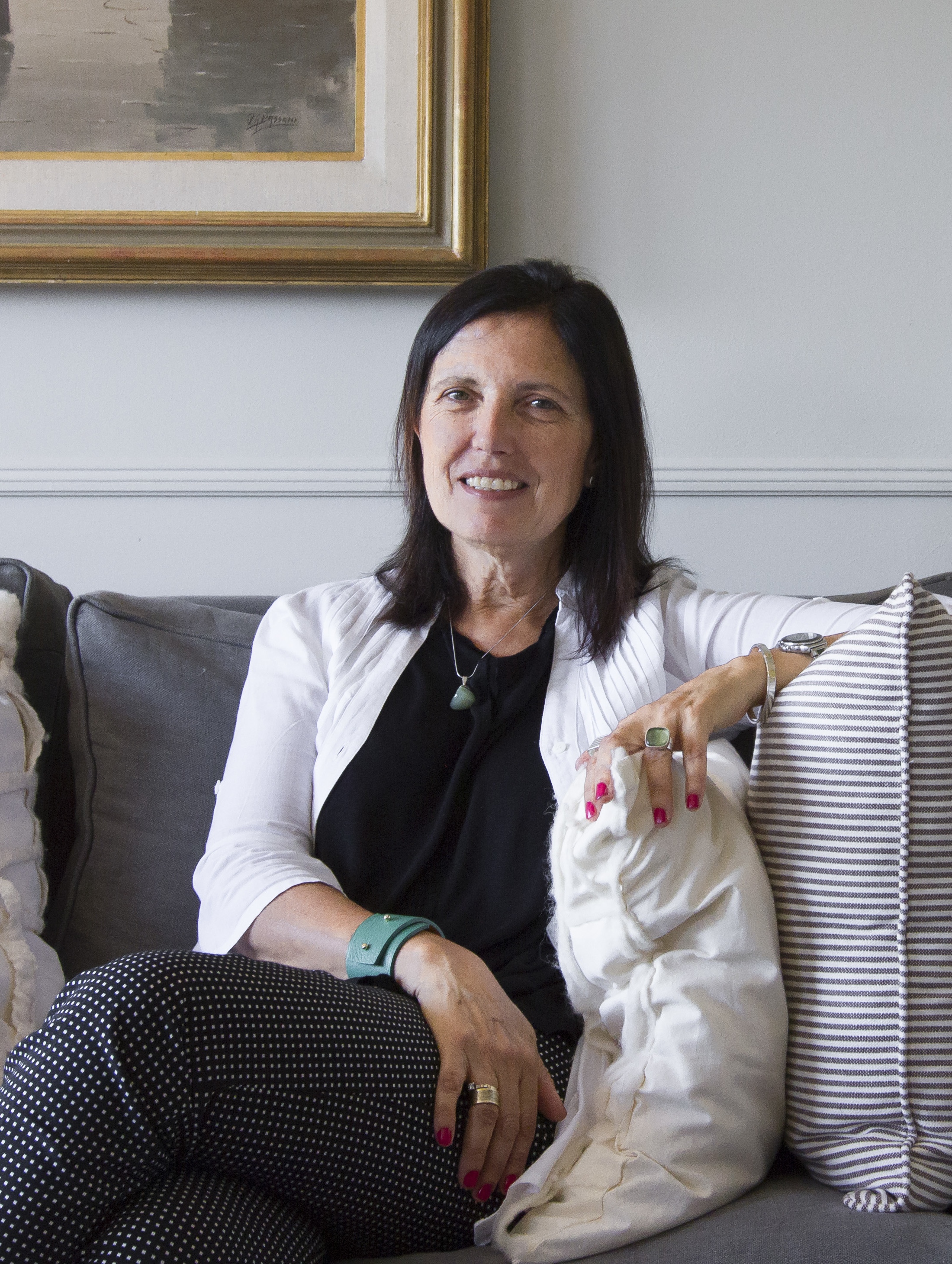
Claudia Piñeiro en 2019.

De acuerdo a Piñeiro, la idea original de la obra nació con la imagen de una mujer sentada en la cocina de su casa que tuviera que esperar para poder levantarse. La novela está dedicada a la madre de la autora, quien también padecía Parkinson y solía mostrar una actitud irreverente ante la enfermedad. Otra similitud con los personajes de la novela es que Burzaco, la ciudad desde la que Elena emprende su viaje, es la ciudad natal de Piñeiro.
La trama de la obra transcurre durante un solo día, lo que le otorga al viaje de Elena reminiscencias a la novela Ulises (1922), de James Joyce. La relación entre Elena y Rita es descrita por medio de múltiples analepsis. Estructuralmente, la novela se encuentra dividida en tres secciones: La mañana, Mediodía y La tarde, que se ven delimitadas por las dosis de la medicina de Elena para el Parkinson.

## Recepción
La novela fue bien recibida por la crítica, aunque al momento de su publicación recibió menor éxito comercial que la obra anterior de Piñeiro, La viuda de los jueves, que había ganado el Premio Clarín Novela en 2005. No obstante, la aparición de la obra en idioma inglés en 2021, publicada por la editorial Charco Press y traducida por Frances Riddle, reavivó el interés por la misma.
La escritora Kathleen Rooney, en una reseña publicada en The New York Times, se refirió a la novela como «como un tenso y breve misterio con una protagonista decisiva». Rooney alabó en particular las temáticas exploradas en la novela y afirmó que le daban a los lectores que solo conocían a Piñeiro por sus novelas policíacas una mirada más completa de su escritura. La reseña de la revista Publishers Weekly también celebró la novela y la calificó como «profundamente satisfactoria» y de «retrato lírico de una mujer incapaz de guardar duelo». El diario argentino Clarín, por su lado, se refirió al libro como «conmovedor» y afirmó que impactaría a los lectores.
En 2010, la obra obtuvo el galardón alemán LiBeraturpreis, que premia de forma anual al mejor libro escrito por una mujer de África, Asia, América Latina o el Medio Oriente. Fue además seleccionada entre las seis finalistas del Premio International Booker 2022, uno de los más prestigiosos galardones literarios en lengua inglesa, de entre 135 obras participantes.